# 광명경찰서
광명경찰서(光明警察署, Gwangmyeong Police Station)는 경기도남부경찰청이 관할하는 경찰서 중 하나이다. 경기도 광명시 일대를 관할한다. 경기도 광명시 디지털로 5 (철산동)에 위치하고 있다.
서장은 총경으로 보한다.

## 기본 정보
- 주소: 경기도 광명시 디지털로 5 (철산동)
- 우편번호: 14240

## 관할 파출소 및 지구대
광명경찰서는 4개의 지구대와 1개의 파출소를 산하에 두고 있다.
| 명칭       | 사진 | 주소                     | 관할구역                                  | 치안센터      |
| ---------- | ---- | ------------------------ | ----------------------------------------- | ------------- |
| 철산지구대 |      | 철산로29번길 16 (철산동) | 광명1동, 철산1·2·3·4동                    | 철산1치안센터 |
| 하안지구대 |      | 금당로 31 (하안동)       | 하안1·2·3·4동                             | 하안1치안센터 |
| 소하지구대 |      | 오리로 427 (소하동)      | 소하1·2동                                 |               |
| 광명파출소 |      | 오리로991번길 6 (광명동) | 광명1·2·3동, 광명4동 일부                 |               |
| 광남지구대 |      | 광명로 772 (광명동)      | 광명4동 일부, 광명5·6·7동, 옥길동, 학온동 |               |

## 같이 보기
- 경기도남부경찰청